# La Trinidad-Medinas
Se denomina La Trinidad-Medinas a la aglomeración urbana que se extiende entre las localidades argentinas de La Trinidad y Medinas del departamento Chicligasta, dentro de la provincia de Tucumán.
La aglomeración se encuentra emplaza a 84 km de la ciudad de San Miguel de Tucumán y se accede a la misma a través de la RN 38.
Con 5,823 habitantes (Indec, 2001), es la 19° aglomeración más poblada de la provincia. En el anterior censo contaba con 5395 habitantes (Indec, 2001), lo que representa un incremento del 8%.
| Localidad   | Departamento | Población (2010) | Población (2001) | Población (1991) |
| ----------- | ------------ | ---------------- | ---------------- | ---------------- |
| Total       |              | 5823             | 5.395            | 4.646            |
| La Trinidad | Chicligasta  | 4274             | 4.064            | 3699             |
| Medinas     | Chicligasta  | 1549             | 1331             | 947              |